# Lista de instituições de ensino superior de Minas Gerais

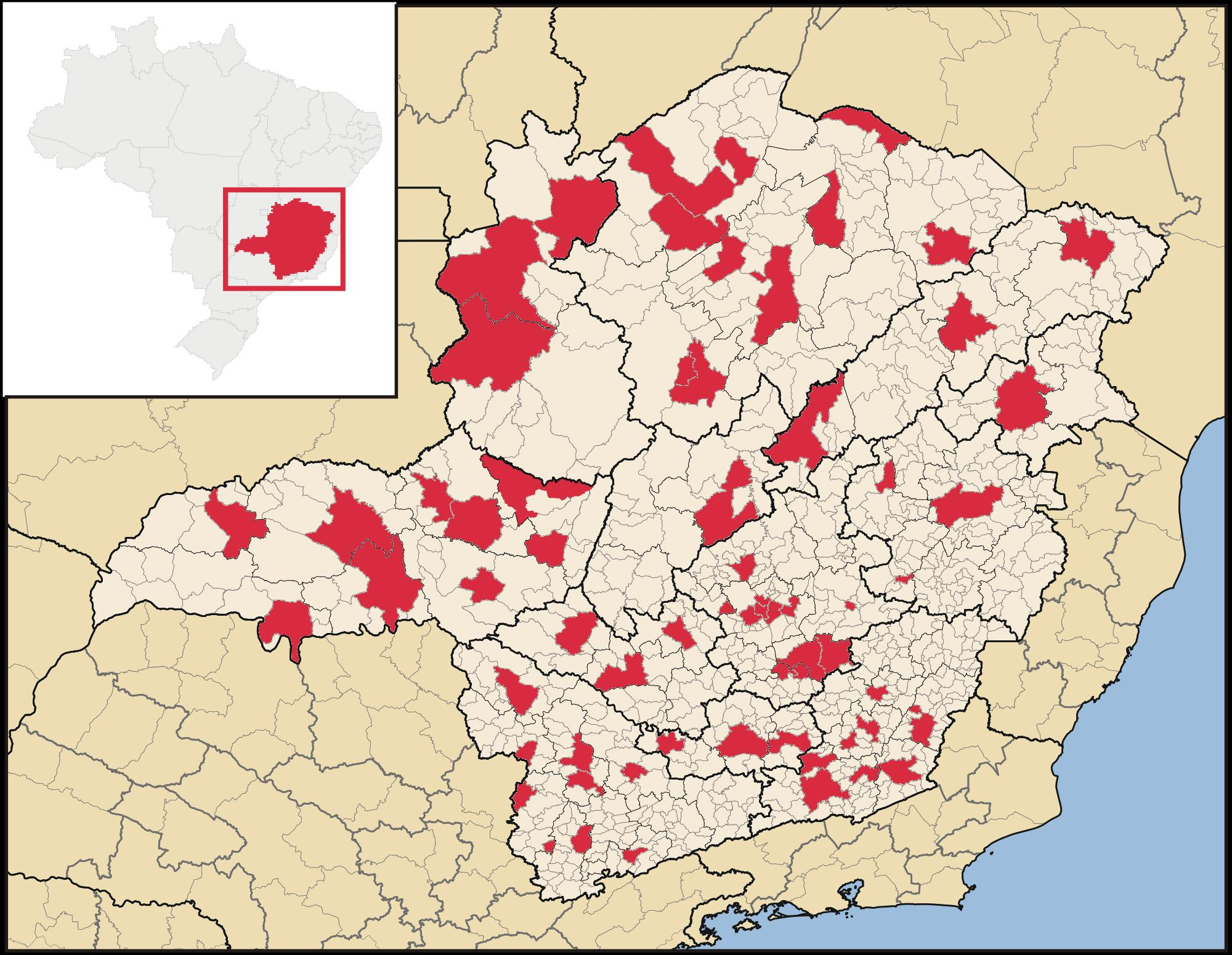
Municípios mineiros com campi de universidades federais e/ou estaduais

Minas Gerais é o estado com o maior número de universidades federais do país. Ao todo o estado abriga 22 instituições de ensino superior, entre Institutos Federais e Universidades Federais, que mantém 71 campi no estado. Minas conta ainda com três instituições estaduais, além de cerca de faculdades e universidades particulares e filantrópicas presentes em 253 municípios.

## Tipologias institucionais

### Tipos de instituição quanto à sua administração
- Instituições públicas (ou estatais) são as universidades mantidas por alguma esfera do poder público. Podem ser:
  - Civis: mantidas pelo União (federal), por uma unidade federativa (estadual) ou pela prefeitura.
  - Militares: mantidas pelas Forças Armadas (exército, marinha, aeronáutica).
- Instituições privadas são universidades mantidas por instituições que não são vinculadas ao poder público. Podem ser:
  - Comerciais (ou particulares): constituem-se em entidades com fins lucrativos.
  - Comunitárias (ou filantrópicas): mantidas por entidades sem fins lucrativos. Podem ser:
    - Confessionais: são universidades comunitárias mantidas por instituições religiosas.
    - Comunitárias laicas: são universidades comunitárias mantidas por instituições não-religiosas.

### Tipos de instituição quanto à sua natureza
- Universidades são instituições de ensino e pesquisa em todas as áreas do conhecimento humano.
- Centros universitários são instituições de ensino em todas as áreas do conhecimento humano, mas não desenvolvem pesquisas.
- Institutos são instituições de ensino e pesquisa que não cobrem todas as áreas do conhecimento humano.
- Faculdades integradas são instituições de ensino que não cobrem todas as áreas do conhecimento humano nem desenvolvem pesquisas.

## Universidades federais
| Universidades Federais Mineiras e seus Campi                      | Universidades Federais Mineiras e seus Campi | Universidades Federais Mineiras e seus Campi                                               |
| Instituição                                                       | Reitoria                                     | Campi                                                                                      |
| ----------------------------------------------------------------- | -------------------------------------------- | ------------------------------------------------------------------------------------------ |
| CEFET-MG - Centro Federal de Educação Tecnológica de Minas Gerais | Belo Horizonte                               | Leopoldina, Araxá, Divinópolis, Timóteo, São João Nepomuceno, Varginha, Curvelo e Contagem |
| UFJF - Universidade Federal de Juiz de Fora                       | Juiz de Fora                                 | Juiz de Fora e Governador Valadares                                                        |
| UFLA - Universidade Federal de Lavras                             | Lavras                                       | Lavras e São Sebastião do Paraíso                                                          |
| UFMG - Universidade Federal de Minas Gerais                       | Belo Horizonte                               | Belo Horizonte, Montes Claros e Tiradentes                                                 |
| UFOP - Universidade Federal de Ouro Preto                         | Ouro Preto                                   | Ouro Preto, Mariana e João Monlevade                                                       |
| UFSJ - Universidade Federal de São João del-Rei                   | São João del-Rei                             | São João del-Rei, Divinópolis, Sete Lagoas e Ouro Branco                                   |
| UFTM - Universidade Federal do Triângulo Mineiro                  | Uberaba                                      | Uberaba                                                                                    |
| UFU - Universidade Federal de Uberlândia                          | Uberlândia                                   | Uberlândia, Patos de Minas, Ituiutaba e Monte Carmelo                                      |
| UFV - Universidade Federal de Viçosa                              | Viçosa                                       | Viçosa, Rio Paranaíba e Florestal                                                          |
| UFVJM - Universidade Federal dos Vales do Jequitinhonha e Mucuri  | Diamantina                                   | Diamantina, Teófilo Otoni, Unaí e Janaúba                                                  |
| UNIFAL-MG - Universidade Federal de Alfenas                       | Alfenas                                      | Alfenas, Poços de Caldas e Varginha                                                        |
| UNIFEI - Universidade Federal de Itajubá                          | Itajubá                                      | Itajubá e Itabira                                                                          |

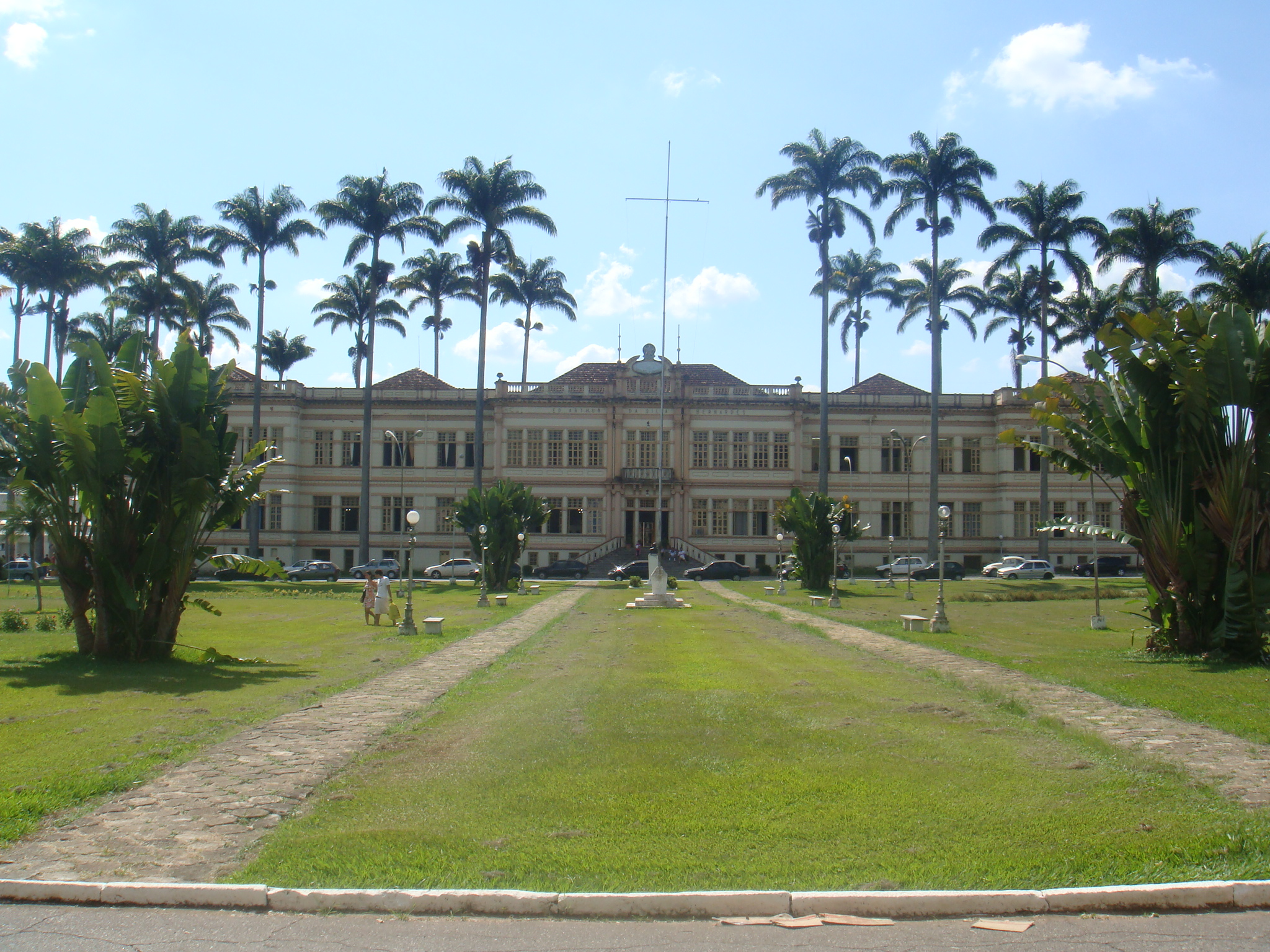
Edifício da Universidade Federal de Viçosa, uma das maiores e melhores de Minas Gerais

O ensino superior de Minas Gerais começou com a Escola de Farmácia, atual Universidade Federal de Ouro Preto, em 1839, ainda no período imperial.
Atualmente o estado possui 11 universidades federais, além do CEFET-MG que, diferentemente dos demais Centros Federais de Educação tecnológica do Brasil, não foi transformado em Instituto Federal de Educação, Ciência e Tecnologia. A manutenção da condição se deve pela instituição, sediada em Belo Horizonte estar em processo de transformação em Universidade Tecnológica de Minas Gerais, que será a 12ª universidade federal mineira.
Cerca de 160 mil alunos de graduação estudam nas 12 instituições, sendo as maiores UFMG, a UFJF e a UFU:
Maiores universidades federais mineiras:
| Instituição                                     | Número de Alunos |
| ----------------------------------------------- | ---------------- |
| UFMG - Universidade Federal de Minas Gerais     | 44 mil           |
| UFJF - Universidade Federal de Juiz de Fora     | 26 mil           |
| UFU - Universidade Federal de Uberlândia        | 22 mil           |
| UFV - Universidade Federal de Viçosa            | 18 mil           |
| UFSJ - Universidade Federal de São João del-Rei | 15 mil           |
| UFOP - Universidade Federal de Ouro Preto       | 14 mil           |
| UFLA - Universidade Federal de Lavras           | 13 mil           |

Segundo o Índice Geral de Cursos do Ministério da Educação, havia em 2008 quatro universidades mineiras entre as dez melhores do país: a UFMG, a UFTM, UFLA, e a UFV.

## Institutos Federais de Ciência e Tecnologia
| Institutos Federais de Ciência e Tecnologia Mineiros e seus Campi | Institutos Federais de Ciência e Tecnologia Mineiros e seus Campi | Institutos Federais de Ciência e Tecnologia Mineiros e seus Campi |
| Instituição                                                       | Reitoria                                                          | Campi |
| ----------------------------------------------------------------- | ----------------------------------------------------------------- | --- |
| IFMG - Instituto Federal de Minas Gerais                          | Belo Horizonte                                                    | Arcos, Belo Horizonte, Betim, Bambuí, Congonhas, Formiga, Governador Valadares, Ibirité, Ipatinga, Itabirito, Ouro Branco, Ouro Preto, Piumhi, Ponte Nova, Sabará, Ribeirão das Neves e São João Evangelista |
| IFNMG - Instituto Federal do Norte de Minas Gerais                | Montes Claros                                                     | Montes Claros, Almenara, Araçuaí, Arinos, Januária, Piraporae Salinas |
| IFSEMG - Instituto Federal do Sudeste de Minas Gerais             | Juiz de Fora                                                      | Juiz de Fora, Barbacena, Bom Sucesso, Muriaé, Rio Pomba, Santos Dumont e São João del-Rei |
| IFSULDEMINAS - Instituto Federal do Sul de Minas Gerais           | Pouso Alegre                                                      | Pouso Alegre, Inconfidentes, Machado, Muzambinho, Passos e Poços de Caldas |
| IFTM - Instituto Federal do Triângulo Mineiro                     | Uberaba                                                           | Uberaba, Patos de Minas, Patrocínio, Paracatu, Uberlândia e Ituiutaba |

## Universidades Estaduais
Universidades estaduais de Minas Gerais e cidades de atuação:
| Universidades Estaduais Mineiras e seus Campi      | Universidades Estaduais Mineiras e seus Campi | Universidades Estaduais Mineiras e seus Campi                                                                                              |
| Instituição                                        | Reitoria                                      | Campi |
| -------------------------------------------------- | --------------------------------------------- | --- |
| UEMG - Universidade do Estado de Minas Gerais      | Belo Horizonte                                | Belo Horizonte, Barbacena, Diamantina, Frutal, João Monlevade,Passos, Poços de Caldas e Ubá                                                |
| UNIMONTES - Universidade Estadual de Montes Claros | Montes Claros                                 | Montes Claros, Almenara, Brasília de Minas, Espinosa, Janaúba, Januária, Paracatu/Unaí, Pirapora, Salinas, São Francisco e Várzea da Palma |

## Lista de instituições de ensino superior de Minas Gerais

### Públicas
Federais
- Centro Federal de Educação Tecnológica de Minas Gerais (CEFET-MG)
- Instituto Federal de Minas Gerais (IFMG)
- Instituto Federal do Norte de Minas Gerais (IFNMG)
- Instituto Federal do Sudeste de Minas Gerais (IFSEMG)
- Instituto Federal do Sul de Minas Gerais (IFSULMINAS)
- Instituto Federal do Triângulo Mineiro (IFTM)
- Universidade Federal de Alfenas (UNIFAL-MG) - Alfenas, Poços de Caldas, Varginha
- Universidade Federal de Itajubá (Unifei) - Itajubá e Itabira[14]
- Universidade Federal de Juiz de Fora (UFJF) - Juiz de Fora e Governador Valadares
- Universidade Federal de Lavras (UFLA)
- Universidade Federal de Minas Gerais (UFMG) - Belo Horizonte e Montes Claros
- Universidade Federal de Ouro Preto (UFOP) - Ouro Preto, Mariana e João Monlevade[15]
- Universidade Federal de São João del-Rei (UFSJ) - São João del-Rei, Ouro Branco, Divinópolis e Sete Lagoas
- Universidade Federal de Uberlândia (UFU) - Ituiutaba, Monte Carmelo e Patos de Minas
- Universidade Federal de Viçosa (UFV) - Viçosa, Florestal e Rio Paranaíba
- Universidade Federal do Triângulo Mineiro (UFTM) - Uberaba e Iturama
- Universidade Federal dos Vales do Jequitinhonha e Mucuri (UFVJM) - Diamantina, Janaúba, Teófilo Otoni e Unaí

Estaduais
- Fundação João Pinheiro (FJP) - Belo Horizonte
- Universidade do Estado de Minas Gerais (UEMG) - Abaeté, Barbacena, Belo Horizonte, Campanha, Carangola, Cláudio, Diamantina, Divinópolis, Frutal, Ibirité, Ituiutaba, João Monlevade, Leopoldina, Passos, Poços de Caldas e Ubá
- Universidade Estadual de Montes Claros (Unimontes) - Montes Claros

### Privadas
Universidades
- Universidade de Itaúna - (UIT) - Itaúna
- Universidade FUMEC - (FUMEC) - Belo Horizonte
- Pontifícia Universidade Católica de Minas Gerais (PUC Minas) - Arcos, Belo Horizonte, Betim, Contagem, Poços de Caldas, Serro e Uberlândia
- Universidade Professor Edson Antônio Velano (UNIFENAS) - Alfenas, Belo Horizonte, Varginha, Campo Belo e Divinópolis
- Universidade de Uberaba (Uniube) - Uberaba, Uberlândia, Araxá
- Universidade Vale do Rio Doce (Univale) - Governador Valadares

Centros universitários
- Centro Universitário de Belo Horizonte (UniBH) - Belo Horizonte
- Centro Universitário UNA - (UNA) -  Belo Horizonte, Contagem, Betim, Sete Lagoas, Divinópolis, Bom Despacho, Pouso Alegre e Itabira.
- Centro Universitário Presidente Tancredo Neves - (UNIPTAN) - São João del-Rei
- Centro Universitário FIPMoc (UNIFIPMoc) - Montes Claros e Guanambi
- Centro Universitário de Lavras (Unilavras) - Lavras
- Centro Universitário da Fundação Educacional Guaxupé (Unifeg) - Guaxupé
- Universidade Presidente Antônio Carlos (UNIPAC) - Barbacena (sede), unidades em muitas outras cidades do estado
- Centro Universitário de Sete Lagoas - UNIFEMM
- Centro Universitário Católica do Leste de Minas Gerais (UNILESTE) - Coronel Fabriciano e Ipatinga
- Centro Universitário Eaprenda Elearning (CUEA MG) - Coronel Fabriciano, Belo Horizonte e Vespasiano
- Centro Universitário de Patos de Minas (UNIPAM) - Patos de Minas
- Centro Universitário de Itajubá (FEPI) - Itajubá
- UniAcademia - Juiz de Fora

Faculdades ou institutos
- Faculdade Pitágoras (Pitágoras) - Belo Horizonte, Betim, Contagem, Divinópolis, Governador Valadares, Ipatinga, Itabira, Juiz de Fora, Poços de Caldas, Pouso Alegre, Ribeirão das Neves e Uberlândia
- Faculdades Associadas de Uberaba (Fazu)
- Faculdade de Ciências Econômicas do Triângulo Mineiro (FCETM) - Uberaba
- Rede de Ensino Doctum (DOCTUM) - Almenara, Carangola, Caratinga, Cataguases, Ipatinga, João Monlevade, Leopoldina, Juiz de Fora, Manhuaçu e Teófilo Otoni
- Fundação Educacional de Oliveira (FEOL) - Oliveira
- Faculdade de Ciências e Tecnologias de Campos Gerais (FACICA) - Campos Gerais
- Faculdade de Filosofia, Ciências e Letras de Boa Esperança (FAFIBE) - Boa Esperança
- Centro de Estudos Superiores Aprendiz (CESA) - Barbacena
- Faculdade de Medicina de Itajubá (FMIT) - Itajubá